# Roberto Zaghi
Roberto Zaghi (Ferrara, 9 giugno 1969) è un fumettista italiano.

## Biografia
Diplomatosi perito tecnico, frequenta un corso di fumetto e sottopone i suoi primi lavori all'attenzione di Antonio Serra, che lo fa approdare alla Sergio Bonelli Editore. La sua firma appare così su Nathan Never, Legs Weaver e Zona X, prima di entrare nello staff di Julia, serie per cui lavora attualmente. Successivamente si trasferì a Milano. 

## Opere[1]
- Serie Legs Weaver
  - 1995. Albo n° 4: Il gigante d'acciaio. Soggetto e sceneggiatura: Michele Medda, Disegni: Roberto Zaghi.

- Serie Nathan Never
  - 1996. Albo n° 57: Thor 14. Soggetto e sceneggiatura: Pasquale Ruju, Disegni: Roberto Zaghi.

- Serie Zona X
  - 1996. Albo n° 16b: Lo Shuttle perduto. Soggetto e sceneggiatura: Vincenzo Beretta, Disegni: Roberto Zaghi.
  - 1997. Albo n° 21a: Il Libro nero. Soggetto e sceneggiatura: Stefano Vietti, Disegni: Roberto Zaghi.
  - 1997. Albo n° 27a: La Dimensione Omega. Soggetto e sceneggiatura: Stefano Vietti, Disegni: Roberto Zaghi.
  - 1998. Albo n° 34a: Tenebre. Soggetto e sceneggiatura: Alessandro Russo, Disegni: Roberto Zaghi.
  - 1998. Albo n° 42a: La Forza invisibile. Soggetto e sceneggiatura: Alessandro Russo, Disegni: Roberto Zaghi.
- Serie Julia
  - 2000. Albo n° 22: Quest'urlo che tace. Soggetto: Giancarlo Berardi, Sceneggiatura: Giancarlo Berardi, con la collaborazione di: Lorenzo Calza, Disegni: Roberto Zaghi, Con la collaborazione di: Thomas Campi.
  - 2001. Albo n° 29: Il ritmo nel sangue. Soggetto: Giancarlo Berardi, Sceneggiatura: Giancarlo Berardi, Con la collaborazione di: Lorenzo Calza, Disegni: Thomas Campi - Roberto Zaghi.
  - 2002. Albo n° 41: Il Tassista. Soggetto: Giancarlo Berardi, Sceneggiatura: Giancarlo Berardi, Con la collaborazione di: Lorenzo Calza, Disegni: Roberto Zaghi.
  - 2003. Albo n° 53: L'Ascensore. Soggetto e sceneggiatura: Giancarlo Berardi, Disegni: Roberto Zaghi.
  - 2003. Albo n° 62: L'Assassino è innocente. Soggetto: Giancarlo Berardi, Sceneggiatura: Giancarlo Berardi e Lorenzo Calza, Disegni: Roberto Zaghi.
  - 2004. Albo n° 71: Morirò a mezzanotte. Soggetto: Giancarlo Berardi, Sceneggiatura: Giancarlo Berardi e Lorenzo Calza, Disegni: Roberto Zaghi.
  - 2005. Albo n° 82: Le Tante vite di Delmer Barrows. Soggetto: Giancarlo Berardi, Sceneggiatura: Giancarlo Berardi e Lorenzo Calza, Disegni: Roberto Zaghi.
  - 2006. Albo n° 92: L'Ultima fermata. Soggetto: Giancarlo Berardi, Sceneggiatura: Giancarlo Berardi e Lorenzo Calza, Disegni: Roberto Zaghi.
  - 2007. Albo n° 107: La tormenta. Soggetto: Giancarlo Berardi, Sceneggiatura: Giancarlo Berardi e Lorenzo Calza, Disegni: Roberto Zaghi.
  - 2008. Almanacco del Giallo n°4: Il caso della carpa e del dragone. Soggetto: Giancarlo Berardi, Sceneggiatura: Giancarlo Berardi e Lorenzo Calza, Disegni: Roberto Zaghi.
  - 2009. Albo n° 128: Al miglior offerente. Soggetto: Giancarlo Berardi, Sceneggiatura: Giancarlo Berardi e Lorenzo Calza, Disegni: Roberto Zaghi.
  - 2010: Albo n° 141: Vite in bilico. Soggetto: Giancarlo Berardi, Sceneggiatura: Giancarlo Berardi e Lorenzo Calza, Disegni: Roberto Zaghi.
  - 2011: Albo n° 154: Ti amo da morire. Soggetto: Giancarlo Berardi, Sceneggiatura: Giancarlo Berardi e Lorenzo Calza, Disegni: Roberto Zaghi.
  - 2012. Albo n° 164: Come le furie. Soggetto: Giancarlo Berardi, Sceneggiatura: Giancarlo Berardi e Lorenzo Calza, Disegni: Roberto Zaghi.
  - 2013. Albo n° 178: Nella buona e nella cattivca sorte. Soggetto: Giancarlo Berardi, Sceneggiatura: Giancarlo Berardi e Lorenzo Calza, Disegni: Roberto Zaghi.
  - 2014. Albo n° 190: In malafede. Soggetto: Giancarlo Berardi, Sceneggiatura: Giancarlo Berardi e Lorenzo Calza, Disegni: Roberto Zaghi.
  - 2017. Albo n° 221: Nel centro della bufera. Soggetto: Giancarlo Berardi, Sceneggiatura: Giancarlo Berardi e Lorenzo Calza, Disegni: Roberto Zaghi.
  - 2018. Albo n°238: Milano calibro 7.65. Soggetto: Giancarlo Berardi, Sceneggiatura: Giancarlo Berardi e Lorenzo Calza, Disegni: Roberto Zaghi.